# Grímsnes og Grafningur

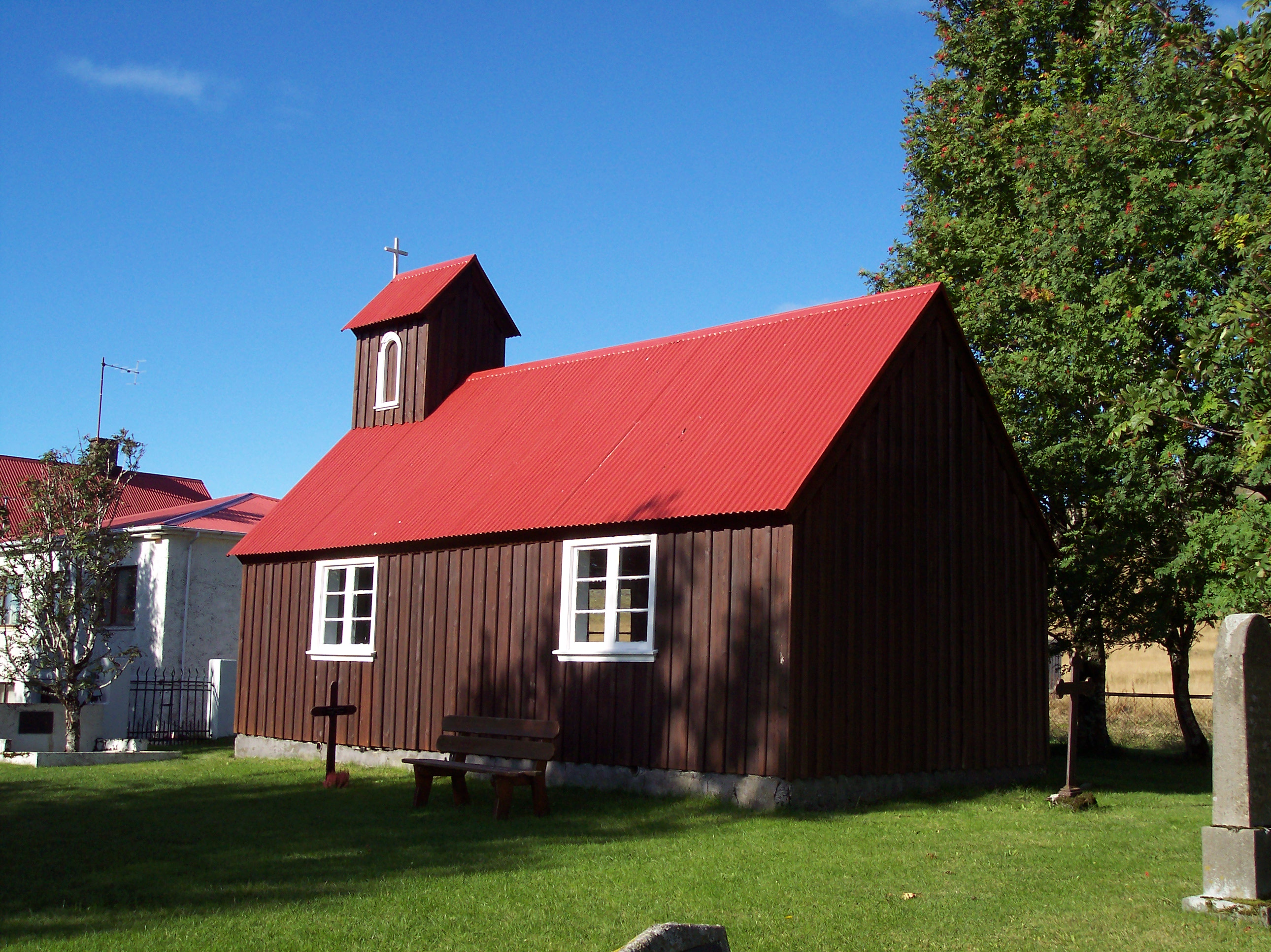
Búrfellskirkja

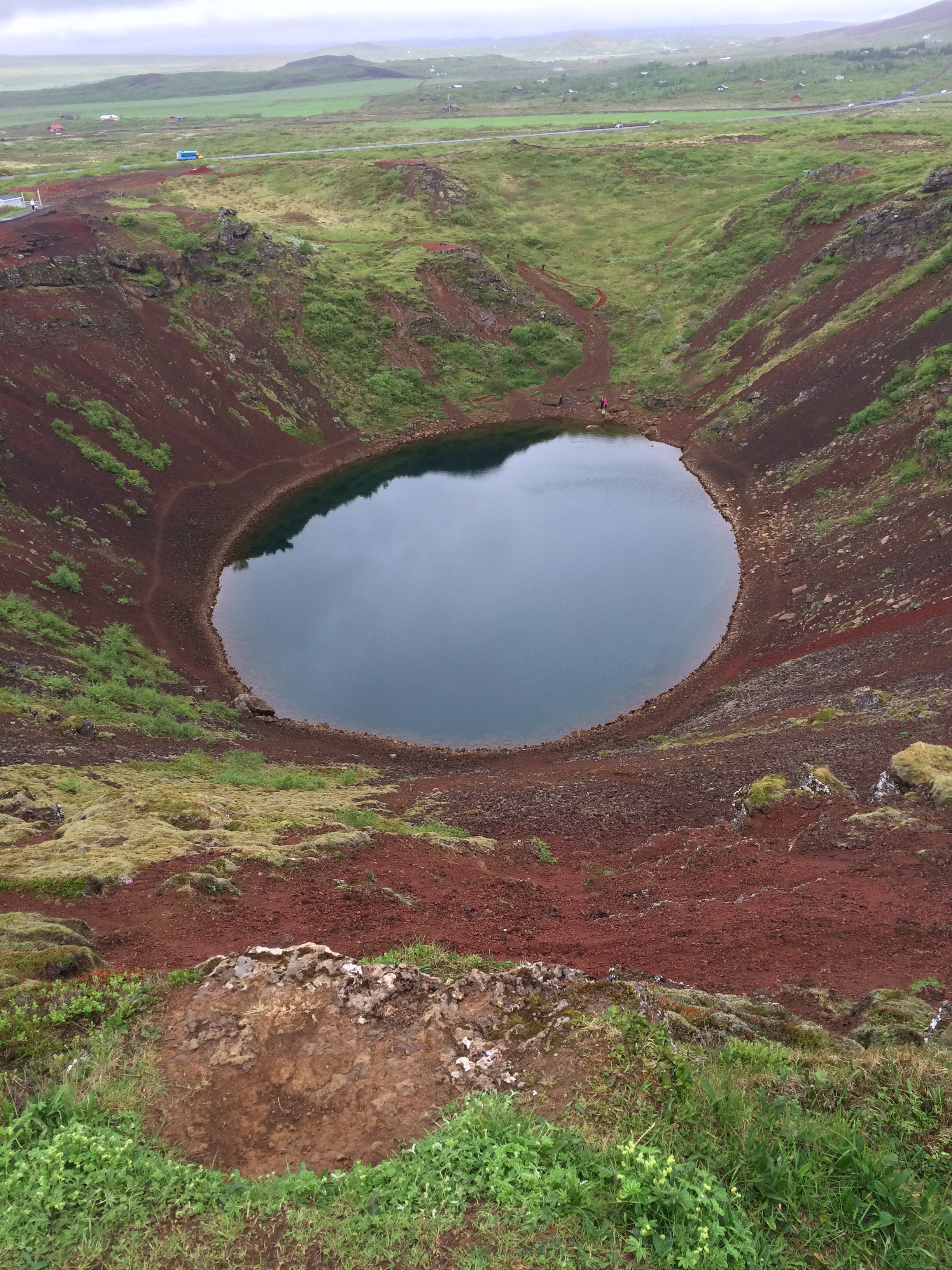
Krater Kjerið

Die Landgemeinde Grímsnes og Grafningur (isl. Grímsnes- og Grafningshreppur) ist eine isländische Gemeinde in der Region Suðurland im Südwesten Islands.
Am 1. Januar 2023 hatte die Gemeinde 535 Einwohner. Die größte Siedlung und der Verwaltungssitz ist Borg mit 157 Einwohnern.
Die zweitgrößte Siedlung ist Sólheimar mit 95 Einwohnern.

## Geografie
Das Gemeindegebiet ist keine zusammenhängende Fläche und untergliedert sich in drei Teile.
Im Süden des südlichen Teils des Gemeindegebiets liegt der Berg Ingólfsfjall; im Osten des südlichen Teils befindet sich der Tafelvulkan Vörðufell sowie der See Hestvatn. Das Grímsnes-Vulkansystem sowie der Fluss Hvítá prägen die Landschaft. Im Norden des Südteils des Gemeindegebiets liegen der See Þingvallavatn, der über den Sog durch den  Úlfljótsvatn und den Álftavatn abfließt, sowie der Apavatn. Zwischen dem Þingvallavatn und dem Ort Hveragerði, der eine eigene Gemeinde bildet, liegt der Vulkan Hrómundartindur; westlich von diesem befindet sich der Hengill mit seinem langgestreckten Vulkansystem. Der Krater Kjerið, der vor rund 3 000 Jahren bei einer Explosion entstand und 55 m tief ist, befindet sich ebenfalls auf dem Gebiet der Gemeinde.
Den mittleren Teil des Gemeindegebiets bildet ein schmaler Streifen, der von der Gemeinde Bláskógabyggð umgeben ist. Nördlich dieses Streifens liegt der Berg Skjaldbreiður.
Im nördlichen Teil des Gemeindegebiets liegt der Gletscher Þórisjökull sowie ein Teil des Langjökull mit seinem Seitengletscher Geitlandsjökull.

## Geschichte

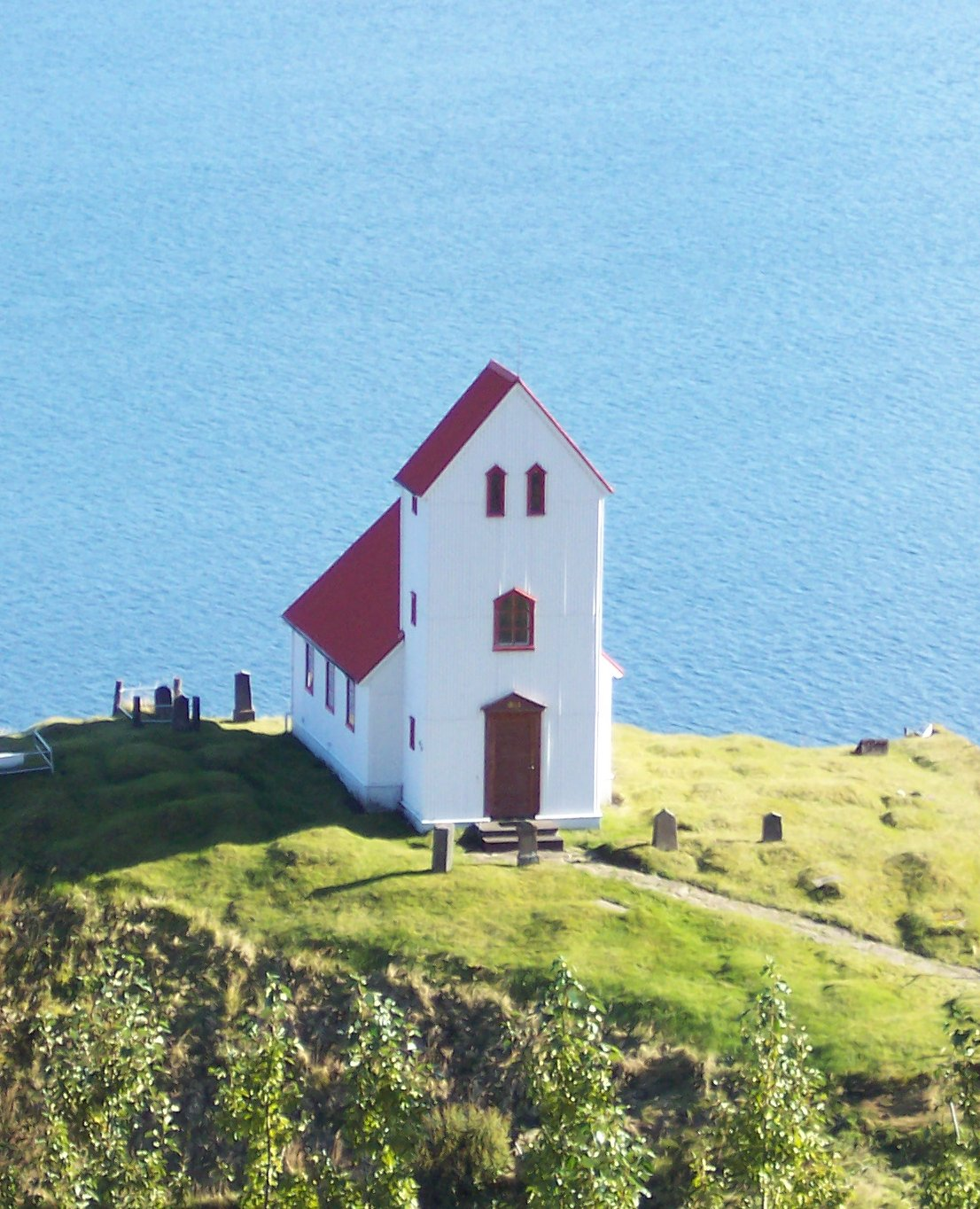
Úlfljótsvatnskirkja

Die Gemeinde entstand am 1. Juni 1998 aus dem Zusammenschluss der beiden Landgemeinden Grímsnes (Grímsneshreppur) und Grafningur (Grafningshreppur).
Die Siedlung Írafoss og Ljósafoss, die 1997 noch 15 Einwohner zählte, ist mittlerweile verlassen.

## Einwohnerentwicklung
| Datum         | Einwohner               |
| ------------- | ----------------------- |
| 1. Dez. 1997: | 303 (Gebietsstand 1998) |
| 1. Dez. 2003: | 344                     |
| 1. Dez. 2004: | 344                     |
| 1. Dez. 2005: | 356                     |
| 1. Dez. 2006: | 375                     |

## Höfe und Ortsteile
Auf dem Gehöft Búrfell steht die 1845 erbaute Holzkirche Búrfellskirkja, die als eine der ältesten Holzkirchen Islands seit 1990 unter Denkmalschutz steht. Der Dachreiter der 8,50 m langen und 4,35 breiten Kirche wurde 1849–1850 nachträglich angefügt.
Die Holzkirche Stóruborgarkirkja auf dem Hof Stóraborg wurde 1931 erbaut.
Der Hof Ólafsvellir hat eine Holzkirche (Ólafsvallakirkja) von 1897 mit 120 Sitzplätzen. Sie hat eine Länge von 10,15 m und eine Breite von 6,33 m und steht seit 1990 unter Denkmalschutz. Renoviert wurde die Kirche 1965–1967, dabei wurde sie um einen 2,02 m langen und 5,45 m breiten Chor erweitert.
Auf einer Anhöhe über dem See Úlfljótsvatn wurde 1863 mit einer Länge von 7,66 m und einer Breite von 5,11 m die Holzkirche Úlfljótsvatnskirkja erbaut, die man später mit Wellblech verkleidete. Die Kirche steht auf einem steinernen Sockel, und ihr Turm mit einer Grundfläche von 2,08 × 3,37 m wurde 1961 nachträglich angefügt. Auch diese Kirche steht seit 1990 unter Denkmalschutz. Bereits lange vor der Reformation stand hier eine Kirche, die der hl Maria geweiht war.